# Cementiri d'Agullana
El Cementiri d'Agullana és el cementiri del municipi d'Agullana inclòs en l'Inventari del Patrimoni Arquitectònic de Catalunya.

## Descripció
La majoria dels cementiris creats al llarg del segle xix i XX segueixen una mateixa estructura. Un espai destinat a l'administració, una plaça per als carruatges/cotxes, un edifici destinat a dipòsit de cadàvers, una fossa comuna (per a les persones que no tenien nínxols ni panteó), parcel·les i nínxols particulars, una capella, un espai per a nonats, etc. La zona dels nínxols i els panteons sovint es resolia en un clos amb jardí.

## Una hostessa il·lustre
En aquest cementiri fou enterrada, l'any 1946, Lídia de Cadaqués –Lídia Noguer i Sabà. Xènius escriví un epitafi per a la seva tomba i la làpida fou pagada pel pintor Salvador Dalí. L'epitafi diu: "Descansa aquí / si la tramontana la deja / Lidia Nogués de Costa / sibila de Cadaqués / que por inspiración mágica / dialécticamente fué y no fué / a un tiempo Teresa, / la Bien Plantada, / en su nombre conjuran / a cabras y anarquistas / los angélicos." Aquesta làpida no es col·locà en el seu moment perquè les autoritats eclesiàstiques no ho permeteren. Estigué molt de temps en unes dependències del cementiri fins que Salvador Dalí se la va endur i, finalment, el 12 de març de l’any 1989 va poder ser col·locada en un acte en què es va interpretar la Serenata de Lídia de Cadaqués, de Xavier Montsalvatge.